# Ubuntu Kylin
O Ubuntu Kylin é a versão oficial chinesa do sistema operacional (de computadores) Ubuntu.
Ele tem sido descrito como uma "vaga continuação do sistema operacional chinês Kylin OS". Em 2013, a Canonical chegou a um acordo com o Ministério da Indústria e Tecnologia da Informação da República popular da China para co-criar e lançar um sistema operacional chinês baseado no Ubuntu, com recursos direcionados ao mercado Chinês. Ubuntu Kylin destina-se a computadores desktop e laptop.
O primeiro lançamento oficial, o Ubuntu Kylin 13.04, foi lançado em 25 de abril de 2013, no mesmo dia que o Ubuntu 13.04 (Raring Ringtail). Características incluem métodos de entrada em chinês, calendário chinês, um indicador de tempo meteorológico, e mecanismo de busca on-line de música a partir da Dash.

## Histórico de lançamento
| Versão                                                                                     | Codinome          | Lançamento            | Fim do suporte      | Versão do Kernel |
| ------------------------------------------------------------------------------------------ | ----------------- | --------------------- | ------------------- | ---------------- |
| 13.04                                                                                      | Raring Ringtail   | 25 de abril de 2013   | 27 de janeiro 2014  | 3.8              |
| 13.10                                                                                      | Saucy Salamander  | 17 de outubro de 2013 | 17 de julho de 2014 | 3.11             |
| 14.04 LTS                                                                                  | Trusty Tahr       | 17 de abril de 2014   | abril de 2019       | 3.13             |
| 14.10                                                                                      | Utopic Unicorn    | 23 de outubro de 2014 | julho de 2015       | 3.16             |
| 15.04                                                                                      | Vivid Vervet      | 23 de abril de 2015   | janeiro de 2016     | 3.19             |
| 15.10                                                                                      | Wily Werewolf     | 22 de outubro de 2015 | julho de 2016       | 4.2              |
| 16.04 LTS                                                                                  | Xenial Xerus      | 21 de abril de 2016   | abril de 2021       | 4.4              |
| 16.10                                                                                      | Yakkety Yak       | 14 de outubro de 2016 | julho de 2017       | 4.8              |
| 17.04                                                                                      | Zesty Zapus       | 13 de abril de 2017   | janeiro de 2018     | 4.10             |
| 17.10                                                                                      | Artful Aardvark   | 20 de outubro de 2017 | julho de 2018       | 4.13             |
| 18.04 LTS                                                                                  | Bionic Beaver     | 26 de abril de 2018   | abril de 2023       | 4.15             |
| 18.10                                                                                      | Cosmic Cuttlefish | 18 de outubro de 2018 | julho de 2019       | 4.18             |
| 19.04                                                                                      | Disco Dingo       | 18 de abril de 2019   | janeiro de 2020     | 5.0              |
| 19.10                                                                                      | Eoan Ermine       | 17 de outubro de 2019 | julho de 2020       | 5.3              |
| 20.04 LTS                                                                                  | Focal Fossa       | 23 de abril de 2020   | abril de 2025       | 5.4              |
| 20.10                                                                                      | Groovy Gorilla    | 22 de outubro de 2020 | julho de 2021       | 5.8              |
| 21.04                                                                                      | Hirsute Hippo     | 22 de abril de 2021   | janeiro de 2022     | 5.11             |
| 21.10                                                                                      | Impish Indri      | 14 de outubro de 2021 | julho de 2022       | 5.13             |
| 22.04 LTS                                                                                  | Jammy Jellyfish   | 21 de abril de 2022   | abril de 2027       | 5.15             |
| 23.04                                                                                      | Lunar Lobster     | 20 de abril de 2023   | janeiro de 2024     | 6.2              |
| 23.10                                                                                      | Mantic Minotaur   | 12 de outubro de 2023 | julho de 2024       | TBA              |
| Legenda:Versão antigaVersão mais antiga, ainda mantidaVersão mais recenteLançamento futuro |                   |                       |                     |                  |